# ちくわぶ

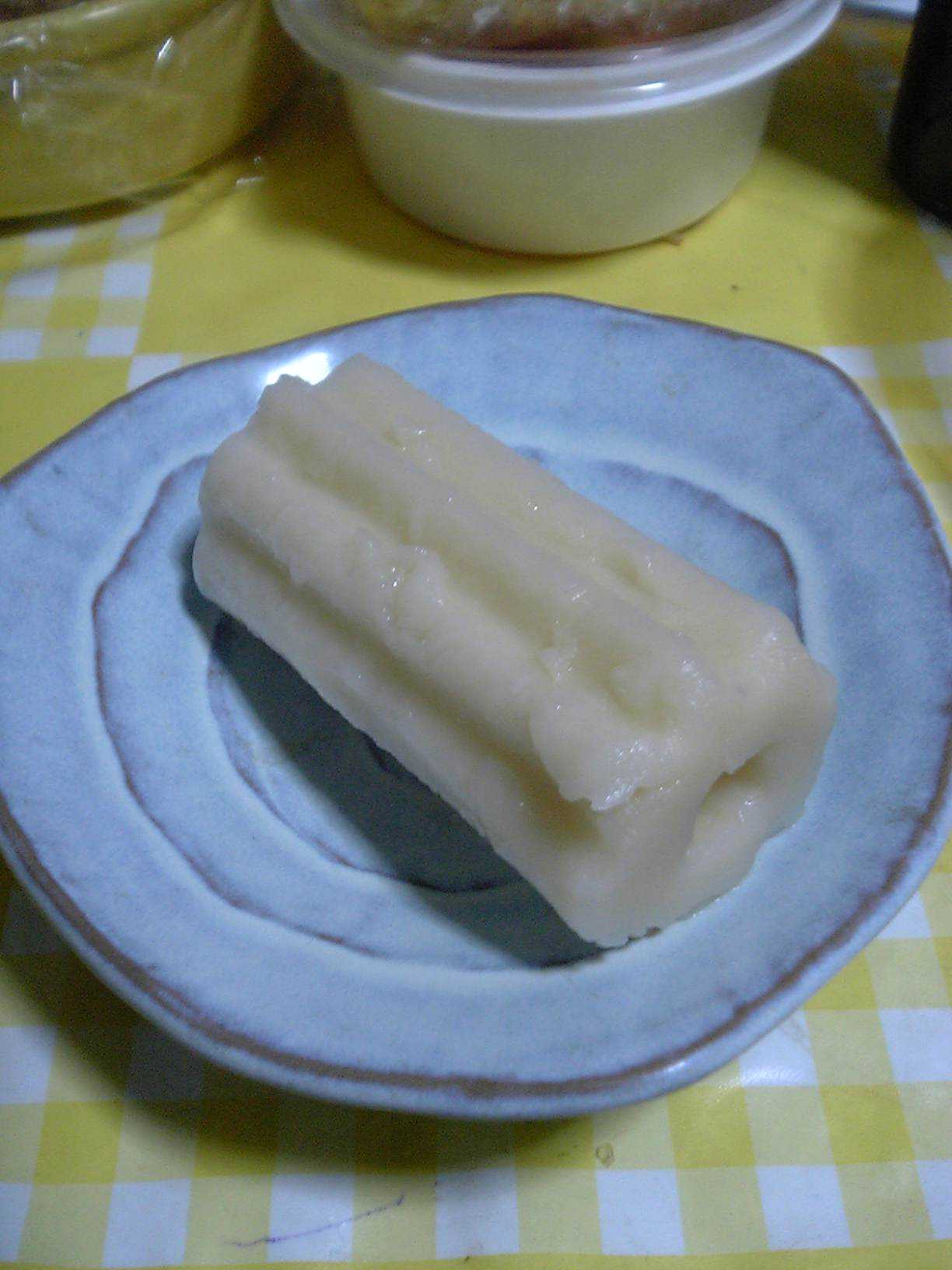
ちくわぶ

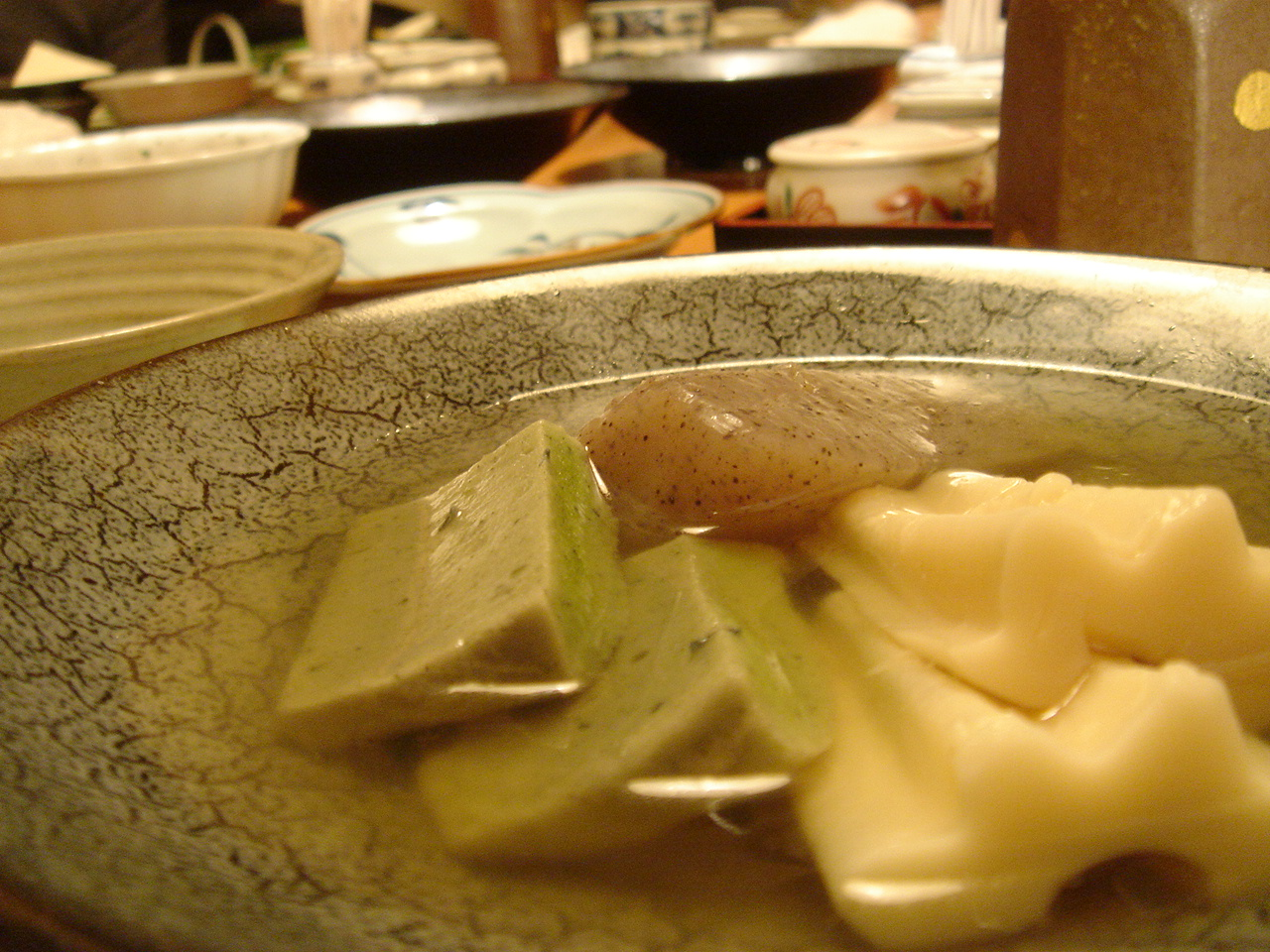
おでん種として

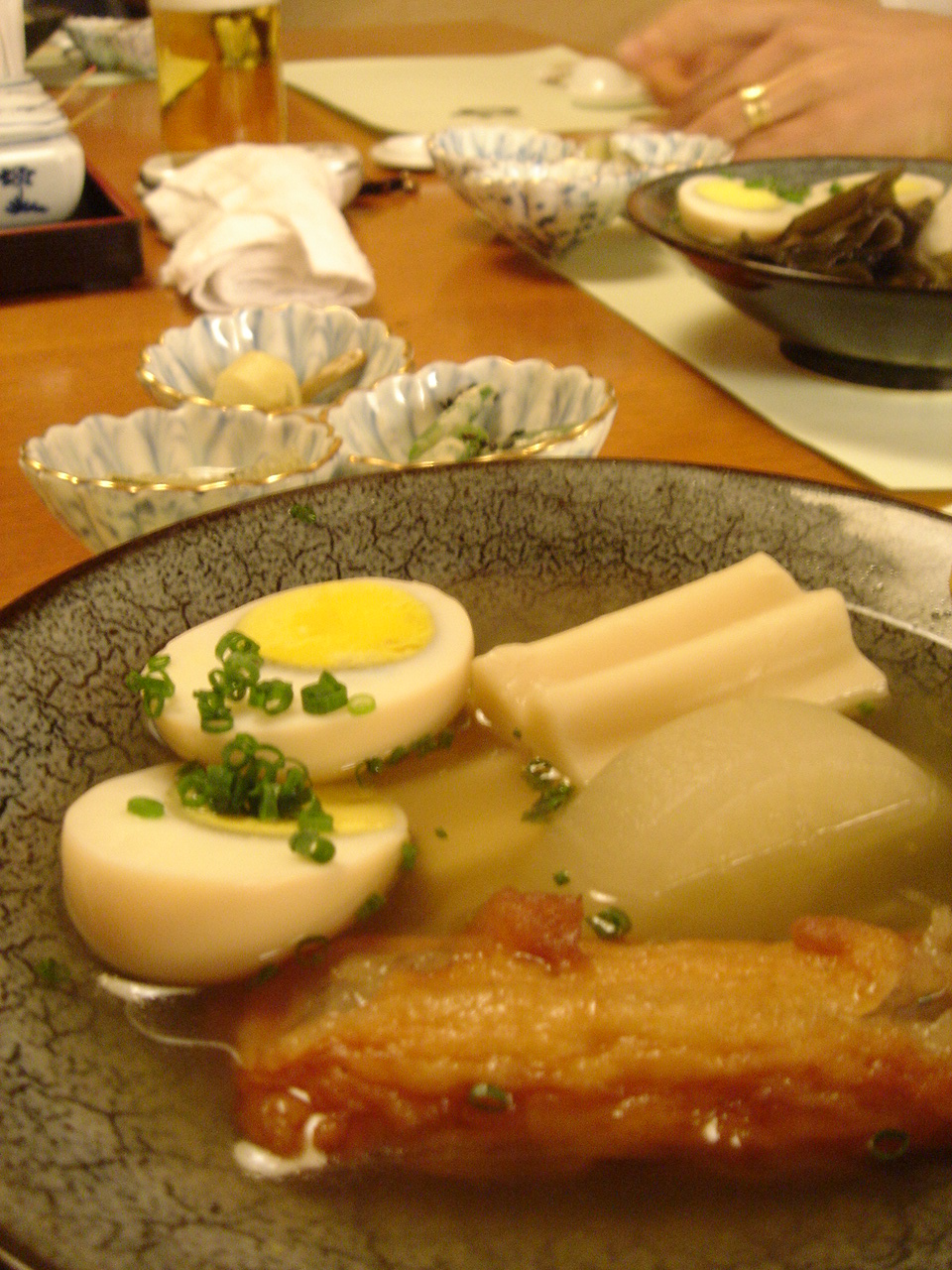
おでん種として

ちくわぶ（竹輪麩）は、魚肉練り製品の一つである竹輪を模して、小麦粉をこねたものを茹であげて作られた食品である。
グルテンのみではない小麦粉で作られていることから厳密には麩ではなく麺（粉食）の別形態のうちの一つであり、食感も生麩とは異なるが、漢字では「竹輪麩」と表記され、麸の一種として扱われることもある。そのため関東以外だと、「すいとん」と間違えられる。
東京（首都圏）ローカルの食材であったが、近年はテレビなどで取り上げられて知名度が上がり、関東地方以外においても全国チェーンの大手スーパーなどで真空パックの製品が取り扱われていることがある。

## 歴史
発祥については記録が少なく定かでない。
明治・大正期に活躍した落語家の3代目柳家小さんは、ちくわの代用としてちくわぶを使用する蕎麦屋の噺（時そば）を演じており、少なくともその当時の東京には既に存在していたことがわかる。
比較食文化研究家の新井由己は、外見がそっくりで戦前までは比較的ポピュラーな食材であった「白ちくわ」を模して作られたと推測しているが、食品メーカー紀文では「京生麩が原型であることが考えられ、精進料理の麩を元に関東地方で作られた説がある」と別説を示している。
おでんの種（タネ）として利用されることが多く、1924年（大正13年）発行の『最新実用和洋料理』では「おでんの拵へ方」としてその材料に里芋・こんにゃく・がんもどき・焼豆腐・竹輪・さつま揚げと並んで、1937年（昭和12年）発行の『軍隊調理法』では「関東煮（おでん）」の材料として里芋・こんにゃく・がんもどき・大根と並んで、いずれも「竹輪麩」が挙げられている。
近年まで、東京を中心とした埼玉と神奈川、千葉の一部でしか見られず、全国的にはほとんど知られていなかった。グルメ漫画を多く描いているラズウェル細木は、『酒のほそ道』の中で「西と東の境界線は神奈川県の途中（平塚と小田原の間）」であり、その理由として「かまぼこなど練り物の本場である小田原では、（代用品としての需要もなく）好まれなかったのだろう」と考察している。関西で見かけるようになったのは21世紀に入ってからである。
大手コンビニのおでんにも関東では必ず入っている。
2019年5月28日、「マツコの知らない世界」でちくわぶの魅力が紹介される。

### ちくわぶの日
ちくわぶ料理研究家の丸山晶代と宮城県塩釜市の練製品メーカー㈱阿部善商店がちくわぶの全国普及を目的に2018年に10月10日をちくわぶの日と共同制定した。ちくわぶの形が棒状で穴が開いていることから10月10日を選定。

## 詳細
グルテンを多く含んだ強力粉を原材料として使用し、これに水と少量の塩を加えて何度も練り上げ、コシを出す。これを切り分けて何度も引き延ばすことで、グルテンがまんべんなく結合される。延ばした生地はしばらく寝かせて組織を安定させた後、「巻き付け」の工程に入る。生地を巻き付けては引き伸ばすことにより、断面は何層にも重なる構造となる。これを型に入れて25分ほど高温で茹でて高温のうちに型から抜き、水を吸わせて柔らかくすることで完成となる。これによりだんごやすいとんを煮詰めたようでありながら強いコシのあるモチモチした食感となり、外側に歯車のようなギザギザが付いた竹輪のように穴が空いた形状となる。製造工場で直接売られる場合はこの状態のままで売られるが、店舗へ出荷される場合は真空包装が施される。
もちもちの食感を楽しむ食材であり、煮る前に一度下茹でを行うことで、粉っぽさが抜けて食感が向上するという。少量の塩以外の調味料が使用されておらず、ちくわぶ自体には味がないためだし汁の味をよく吸わせて食べる。おでん以外ではすき焼きや鍋物に入れたり、団子代わりにきな粉をまぶしたり、しるこなどの具として用いられることもある。
おでん種として用いる際、主食という認識で口にする人もいる。軟らかく煮込まれてさまざまな素材の味が出たつゆを吸ったものが好まれており、吸い込ませるつゆにも十分にうま味が必要とされる。クタクタになるまで煮込んだものを好む人もいるが、煮込み過ぎるとでんぷんが溶け出してつゆが濁ってしまうため、家庭料理以外では浅めに煮られることが多い。
単体では味のない食べ物のため醤油を入れた出汁等味の強い煮汁と合う、西日本で使われる昆布だしのおでん汁では味が薄いため食べられていない地域となったと考えられている。